# Karađorđe
Đorđe Petrović, beter bekend als Karađorđe (Servisch: Карађорђе; Turks: Karacorc, Nederlands: Zwarte Joris), (Viševci (Rača), 14 september 1752 – Radovanje, 24 juli 1817), was de leider van de Eerste Servische Opstand en stamvader van het huis Karađorđević.

## Biografie
In 1787 vluchtte Đorđe naar Oostenrijk, omdat hij een Turk vermoord had. Daar nam hij dienst in het leger tijdens de Oostenrijks-Turkse Oorlog van 1788-1791. Na zijn terugkeer in Servië vestigde hij zich te Topola en werd veehouder.
Nadat sultan Mustafa IV in eerste instantie de Serviërs een grotere zelfstandigheid had gegeven, trokken de janitsaren later steeds meer macht naar zich toe, wat in 1804 leidde tot de Eerste Servische Opstand. Karađorđe stelde zich aan het hoofd van de opstandelingen.
De vrijheidsoorlog die volgde werd gesteund door Rusland. Daardoor werden door de Serviërs grote successen geboekt en in 1807 werd Belgrado bevrijd. In 1808 werd Karađorđe door de volksvergadering van Servië uitgeroepen tot erfelijk hospodar. In 1812, onder dreiging van Napoleon, werden de Russen gedwongen de Vrede van Boekarest te tekenen, waarbij Servië de verworven autonomie zou behouden.
In 1813 viel Turkije Servië weer binnen, gebruikmakend van de wetenschap dat Rusland dit keer niet te hulp kon schieten vanwege de vrede met Turkije. Karađorđe zag zich gedwongen het land te ontvluchten en vestigde zich in Rusland. Hier kwam hij in contact met de Filiki Eteria, een geheim Grieks genootschap dat zich ten doel stelde alle christelijke gebieden op de Balkan te bevrijden van de Turken.
Naar aanleiding van de nieuwe Turkse inval in Servië brak in april 1815 de Tweede Servische Opstand uit. Aan het hoofd van de Servische troepen stond Miloš Obrenović. In december van dat jaar werd hij door Mahmut II als vorst van Servië erkend met beperkte autonomie.
In 1817 keerde Karađorđe met hulp van de Filiki Eteria en een vals paspoort terug naar Servië. Hierop werd hij vermoord door aanhangers van Miloš Obrenović. Mede hierdoor begon een strijd tussen de families Karađorđevic en Obrenovic die nog ruim een eeuw zouden duren: eerst over de Servische, later over de Joegoslavische troon.